# Macropsis lamellaris
Macropsis lamellaris är en insektsart som beskrevs av Rauno E. Linnavuori 1978. Macropsis lamellaris ingår i släktet Macropsis och familjen dvärgstritar. Inga underarter finns listade i Catalogue of Life.